# Saint-Martin-de-Valamas
Saint-Martin-de-Valamas ist eine französische Gemeinde mit 1084 Einwohnern (Stand 1. Januar 2022) im Département Ardèche in der Region Auvergne-Rhône-Alpes. Der Ort gehört zum Arrondissement Tournon-sur-Rhône und zum Kanton Haut-Eyrieux und ist Mitglied im Gemeindeverband Val Eyrieux.

## Geographie
Saint-Martin-de-Valamas liegt im Norden des Départements am Zusammenfluss von Eyrieux, Saliouse und Eysse. Die Gemeinde gehört zum Regionalen Naturpark Monts d’Ardèche (Parc naturel régional des Monts d’Ardèche). Nachbargemeinden sind Chanéac und Mariac. Die nächstgrößere Stadt ist Aubenas in 35 Kilometern Entfernung Richtung Südosten.

## Bevölkerungsentwicklung
| Jahr                       | 1962 | 1968 | 1975 | 1982 | 1990 | 1999 | 2008 | 2016 |
| Einwohner                  | 1742 | 1625 | 1640 | 1516 | 1386 | 1299 | 1171 | 1129 |
| Quellen: Cassini und INSEE |      |      |      |      |      |      |      |      |

## Sehenswürdigkeiten
Auf dem Gemeindegebiet befinden sich die Ruinen des Château de Rochebonne, einer Burg aus dem 16. Jahrhundert.